# MLB 2010
Die MLB-Saison 2010 wurde am 4. April 2010 mit dem Eröffnungsspiel zwischen den Boston Red Sox und dem amtierenden World Series Champion von 2009, den New York Yankees, im Fenway Park in Boston eröffnet. Die Boston Red Sox gewannen das Spiel mit 9:7.
Während der Regular Season kämpften 30 Mannschaften in je 162 Spielen um den Einzug in die Play-offs. Die letzten Spiele der Regular Season fanden am 3. Oktober 2010 statt. Im Anschluss hieran fand zwischen den acht qualifizierten Mannschaften die sogenannte Postseason statt, in der die Sieger der American League und der National League und damit Teilnehmer der World Series 2010 bestimmt wurden. Die 106. World Series gewannen die San Francisco Giants mit 4:1-Spielen gegen die Texas Rangers. Für die Giants war es der erste Titelgewinn seit 1954.
Das MLB All-Star Game 2010 fand am 13. Juli 2010 im Angel Stadium of Anaheim in Anaheim statt.

## Teilnehmende Teams
Auch für die Saison 2010 wurden von den Verantwortlichen keinerlei Änderungen bezüglich teilnehmender Franchises bzw. Ligen- und Divisionszuordnungen vorgenommen.
| West                   | Central            | East              |
| ---------------------- | ------------------ | ----------------- |
| L.A. Angels of Anaheim | Minnesota Twins    | New York Yankees  |
| Texas Rangers          | Detroit Tigers     | Boston Red Sox    |
| Seattle Mariners       | Chicago White Sox  | Tampa Bay Rays    |
| Oakland Athletics      | Cleveland Indians  | Toronto Blue Jays |
|                        | Kansas City Royals | Baltimore Orioles |

| West                 | Central             | East                  |
| -------------------- | ------------------- | --------------------- |
| Los Angeles Dodgers  | St. Louis Cardinals | Philadelphia Phillies |
| Colorado Rockies     | Chicago Cubs        | Florida Marlins       |
| San Francisco Giants | Milwaukee Brewers   | Atlanta Braves        |
| San Diego Padres     | Cincinnati Reds     | New York Mets         |
| Arizona Diamondbacks | Houston Astros      | Washington Nationals  |
| Pittsburgh Pirates   |                     |                       |

* Sortiert entsprechend der Vorjahresplatzierungen in den jeweiligen Divisionen. Grün eingefärbt sind die Teams, die sich im Vorjahr für die Postseason qualifizieren konnten.

## Neues Stadion
Mit dem Target Field, der neuen Heimat der Minnesota Twins, wurde 2010 ein weiteres neues Stadion Austragungsort von MLB-Spielen. Die Twins gewannen das Eröffnungsspiel am 12. April 2010 mit 5:2 gegen die Boston Red Sox.

## Saisonverlauf der regulären Saison

### American League

#### April
Zum 30. April ergaben sich in der American League folgende Platzierungen:
| East Division | East Division     | East Division | East Division | East Division |  | Central Division | Central Division   | Central Division | Central Division | Central Division |  | West Division | West Division      | West Division | West Division | West Division |
| PS            | Franchise         | W             | L             | GB            |  | PS               | Franchise          | W                | L                | GB               |  | PS            | Franchise          | W             | L             | GB            |
| 1             | Tampa Bay Rays    | 17            | 6             | --            |  | 2                | Minnesota Twins    | 15               | 8                | --               |  | 3             | Los Angeles Angels | 12            | 12            | --            |
| WC            | New York Yankees  | 15            | 7             | 1,5           |  |                  | Detroit Tigers     | 14               | 10               | 1,5              |  |               | Oakland Athletics  | 12            | 12            | --            |
|               | Toronto Blue Jays | 12            | 12            | 5,5           |  |                  | Cleveland Indians  | 9                | 13               | 5,5              |  |               | Seattle Mariners   | 11            | 12            | 0,5           |
|               | Boston Red Sox    | 11            | 12            | 6,0           |  |                  | Chicago White Sox  | 9                | 14               | 6,0              |  |               | Texas Rangers      | 11            | 12            | 0,5           |
|               | Baltimore Orioles | 5             | 18            | 12,0          |  |                  | Kansas City Royals | 9                | 14               | 6,0              |  |               |                    |               |               |               |

PS = Postseason; Zahl = Rang auf Setzliste bzw. WC = Wild Card (bester Zweiter aller Divisionen); W = Wins (Siege), L = Losses (Niederlagen), GB = Games Behind (Rückstand auf Führenden: Zahl der notwendigen Niederlagen des Führenden bei gleichzeitigem eigenen Sieg)
Die Rays kamen in der AL East am besten aus den Startlöchern und stellten einen neuen Franchise-Startrekord auf. Ihre einzige Series-Niederlage kassierten sie zuhause gegen die Yankees, die ihnen kaum nachstehen und ebenfalls gut starteten. Auffällig ist der relativ schlechte Start der Red Sox, die u. a. in einer Heimserie über vier Spiele von den Rays gesweept wurden.
In der AL Central läuft vieles wie gewohnt, nur die White Sox stehen schlechter als erwartet da.
In der AL West ist das insgesamt extrem durchschnittliche Niveau bemerkenswert, bei der kein Team einen positiven Record im April aufstellen konnte.

#### Mai

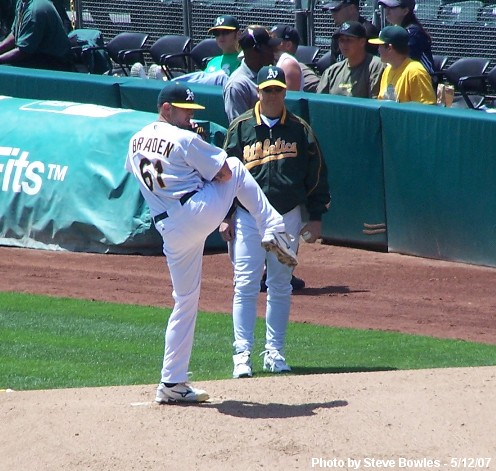
Dallas Braden warf am 9. Mai ein Perfect Game.

In der AL war das Perfect Game von Dallas Braden am 9. Mai 2010 (siehe Meilensteine) die herausragendste Pitcher-Leistung. Bemerkenswert hierbei, dass Tampa Bay zum zweiten Mal innerhalb eines Jahres eine derartige Niederlage hinnehmen musste (im Juli des Vorjahrs durch Mark Buehrle). Für die Seattle Mariners weniger schön: Ken Griffey jr., aktiver Spieler mit den meisten Home Runs, wird in seiner 22. Saison nur noch sporadisch eingesetzt und könnte vor dem Karriereende stehen. Milton Bradley, Enfant Terrible mit dem achten Team in elf Profijahren und seit dieser Saison ebenfalls bei den Mariners, verließ für zwei Wochen aus ungenannten persönlichen Gründen den Kader, war aber am Monatsende wieder im Einsatz.
Für die L.A. Angels endete der Sieg am 29. Mai gegen die Mariners außergewöhnlich: Nachdem er für die Angels mit einem Walk-off-Grand Slam die entscheidenden Punkte geholt hatte, verletzte sich Kendry Morales beim Feiern an der Home Plate und zog sich einen operationsbedürftigen Bruch des Unterschenkels zu.
Zum 31. Mai ergaben sich in der American League folgende Platzierungen:
| East Division | East Division     | East Division | East Division | East Division |  | Central Division | Central Division   | Central Division | Central Division | Central Division |  | West Division | West Division      | West Division | West Division | West Division |
| PS            | Franchise         | W             | L             | GB            |  | PS               | Franchise          | W                | L                | GB               |  | PS            | Franchise          | W             | L             | GB            |
| 1             | Tampa Bay Rays    | 34            | 18            | --            |  | 2                | Minnesota Twins    | 31               | 20               | --               |  | ▲ 3           | Oakland Athletics  | 28            | 24            | --            |
| WC            | New York Yankees  | 31            | 20            | 2,5           |  |                  | Detroit Tigers     | 26               | 24               | 4,5              |  | ▲             | Texas Rangers      | 26            | 24            | --            |
|               | Toronto Blue Jays | 31            | 22            | 3,5           |  | ▲                | Chicago White Sox  | 22               | 28               | 8,5              |  | ▼             | Los Angeles Angels | 26            | 27            | 2,5           |
|               | Boston Red Sox    | 29            | 23            | 5,0           |  | ▲                | Kansas City Royals | 21               | 31               | 10,5             |  | ▼             | Seattle Mariners   | 19            | 31            | 8,0           |
|               | Baltimore Orioles | 15            | 36            | 18,5          |  | ▼                | Cleveland Indians  | 18               | 31               | 12,0             |  |               |                    |               |               |               |

 Pfeile: ▲ Verbesserung ggü. April, ▼ Verschlechterung ggü. April, sonst siehe AL April 
In der AL East stehen nach wie vor die Rays vorne (und sind bestes MLB-Team insgesamt), haben aber einiges von ihrem zwischenzeitlich großen Vorsprung auf die Yankees eingebüßt und von den letzten zehn Mai-Spielen sechs verloren. Nach wie vor überraschend gut die Blue Jays, während die Red Sox kaum Boden nach vorne gutmachen konnten. Die Orioles bleiben klar Letzter und insgesamt schlechtestes MLB-Team.
In der AL Central wurden die Indians nach 9-18 im Mai auf den letzten Platz durchgereicht, während sich die Twins als Divisionsführender gemeinsam mit den Yankees als zweitbestes AL-Team bezeichnen können. Die Abstände zwischen den Teams sind mittlerweile recht groß und verhindern damit kurzfristige Platzwechsel, u. a. zwischen den Tigers und den White Sox.
In der AL West stehen die Angels erstaunlich schlecht da, während die erfolgsentwöhnten A's und Rangers sich über die führenden Divisionsplätze freuen. Die Mariners enttäuschen weiterhin.

#### Juni bis All-Star Break (11. Juli 2010)
Zur All-Star-Break (11. Juli 2010) ergaben sich in der AL folgende Platzierungen:
| East Division | East Division     | East Division | East Division | East Division |  | Central Division | Central Division   | Central Division | Central Division | Central Division |  | West Division | West Division      | West Division | West Division | West Division |
| PS            | Franchise         | W             | L             | GB            |  | PS               | Franchise          | W                | L                | GB               |  | PS            | Franchise          | W             | L             | GB            |
| ▲ 1           | New York Yankees  | 56            | 32            | --            |  | ▲ 3              | Chicago White Sox  | 49               | 38               | --               |  | ▲ 2           | Texas Rangers      | 50            | 38            | --            |
| ▼ WC          | Tampa Bay Rays    | 54            | 34            | 2,0           |  |                  | Detroit Tigers     | 48               | 38               | 0,5              |  | ▲             | Los Angeles Angels | 47            | 44            | 5,0           |
| ▲             | Boston Red Sox    | 51            | 37            | 5,0           |  | ▼                | Minnesota Twins    | 46               | 42               | 3,5              |  | ▼             | Oakland Athletics  | 43            | 46            | 7,5           |
| ▼             | Toronto Blue Jays | 44            | 45            | 12,5          |  |                  | Kansas City Royals | 39               | 49               | 10,5             |  |               | Seattle Mariners   | 35            | 53            | 15,0          |
|               | Baltimore Orioles | 29            | 59            | 27,0          |  |                  | Cleveland Indians  | 34               | 54               | 15,5             |  |               |                    |               |               |               |

 Pfeile: ▲ Verbesserung ggü. Mai, ▼ Verschlechterung ggü. Mai, Erläuterungen: siehe AL April 

#### Zweite Julihälfte und August
Zum 31. August 2010 ergaben sich in der AL folgende Platzierungen:
| East Division | East Division     | East Division | East Division | East Division |  | Central Division | Central Division   | Central Division | Central Division | Central Division |  | West Division | West Division      | West Division | West Division | West Division |
| PS            | Franchise         | W             | L             | GB            |  | PS               | Franchise          | W                | L                | GB               |  | PS            | Franchise          | W             | L             | GB            |
| 1             | New York Yankees  | 82            | 50            | --            |  | ▲ 2              | Minnesota Twins    | 76               | 56               |                  |  | 3             | Texas Rangers      | 74            | 58            |               |
| WC            | Tampa Bay Rays    | 81            | 51            | 1,0           |  | ▼                | Chicago White Sox  | 72               | 60               | 4,0              |  | ▲             | Oakland Athletics  | 65            | 66            | 9,0           |
|               | Boston Red Sox    | 74            | 58            | 8,0           |  | ▼                | Detroit Tigers     | 65               | 67               | 11,0             |  | ▼             | Los Angeles Angels | 64            | 69            | 10,5          |
|               | Toronto Blue Jays | 69            | 63            | 13,0          |  |                  | Kansas City Royals | 56               | 76               | 20,0             |  |               | Seattle Mariners   | 52            | 80            | 22,0          |
|               | Baltimore Orioles | 49            | 83            | 33,0          |  |                  | Cleveland Indians  | 53               | 79               | 23,0             |  |               |                    |               |               |               |

 Pfeile: ▲ Verbesserung ggü. All-Star-Break, ▼ Verschlechterung, Erläuterungen: siehe AL April 
Seit der All-Star-Break hat sich in der AL East wenig getan: Yankees und Rays marschieren nahezu im Gleichschritt und sind damit die beiden stärksten Teams der MLB. Dies trifft die vom Verletzungspech gebeutelten Red Sox entsprechend schwer, die in einer anderen Division viel bessere Chancen auf die Postseason hätten. Auch die Blue Jays als Vierte sind sechs Spiele über .500, also mit einem positiven Record (mehr Siege als Niederlagen). Die Orioles lösten zum 2. August 2010 den Interimstrainer Juan Samuel durch den erfahrenen Manager Buck Showalter ab, da Samuel seit seiner Ernennung im Juni nur ein Drittel der Spiele gewinnen konnte.
In der AL Central haben sich die Twins mit einem Zwischenspurt auf den ersten Platz schon etwas abgesetzt, während Detroit den Anschluss an die Spitze zu verlieren droht.
Die Rangers dominieren in der AL West, profitieren dabei aber auch von den relativ schlechten Leistungen ihrer Verfolger, die allesamt negative Records aufweisen.

#### September
Die Abschlusstabellen in der American League zeigen folgendes Bild:
| East Division | East Division     | East Division | East Division | East Division |  | Central Division | Central Division   | Central Division | Central Division | Central Division |  | West Division | West Division      | West Division | West Division | West Division |
| PS            | Franchise         | W             | L             | GB            |  | PS               | Franchise          | W                | L                | GB               |  | PS            | Franchise          | W             | L             | GB            |
| ▲ 1           | Tampa Bay Rays    | 96            | 66            | --            |  | 2                | Minnesota Twins    | 94               | 68               |                  |  | 3             | Texas Rangers      | 90            | 72            |               |
| ▼WC           | New York Yankees  | 95            | 67            | 1,0           |  |                  | Chicago White Sox  | 88               | 74               | 6,0              |  |               | Oakland Athletics  | 81            | 81            | 9             |
|               | Boston Red Sox    | 89            | 73            | 7,0           |  |                  | Detroit Tigers     | 81               | 81               | 13,0             |  |               | Los Angeles Angels | 80            | 82            | 10,0          |
|               | Toronto Blue Jays | 85            | 77            | 11,0          |  | ▲                | Cleveland Indians  | 69               | 93               | 25,0             |  |               | Seattle Mariners   | 61            | 101           | 29,0          |
|               | Baltimore Orioles | 66            | 96            | 30,0          |  | ▼                | Kansas City Royals | 67               | 95               | 27,0             |  |               |                    |               |               |               |

 Pfeile: ▲ Verbesserung ggü. August ▼ Verschlechterung ggü. August, sonst siehe AL April 
Am 21. September sicherten sich die Minnesota Twins durch den Sieg der AL Central Division als erstes Team die Postseason-Teilnahme, also bereits elf Spieltage vor Saisonende. Die Texas Rangers folgten ihnen am 25. September als Sieger der AL West Division (acht Spieltage vor Schluss). Seit dem 28. September waren in der AL East die Teams der Tampa Bay Rays und der New York Yankees sicher qualifiziert; am letzten Spieltag der Saison konnten sich die Rays den Sieg der AL East Division sichern, während für die Yankees der Wild Card-Platz blieb.

### National League

#### April
| East Division | East Division         | East Division | East Division | East Division |  | Central Division | Central Division    | Central Division | Central Division | Central Division |  | West Division | West Division        | West Division | West Division | West Division |
| PS            | Franchise             | W             | L             | GB            |  | PS               | Franchise           | W                | L                | GB               |  | PS            | Franchise            | W             | L             | GB            |
| 3             | New York Mets         | 14            | 9             | --            |  | 1                | St. Louis Cardinals | 15               | 8                | --               |  | 2             | San Diego Padres     | 15            | 8             | --            |
|               | Washington Nationals  | 13            | 10            | 1,0           |  |                  | Cincinnati Reds     | 12               | 11               | 3,0              |  | WC            | San Francisco Giants | 13            | 9             | 2,0           |
|               | Philadelphia Phillies | 12            | 10            | 1,5           |  |                  | Chicago Cubs        | 11               | 13               | 4,5              |  |               | Arizona Diamondbacks | 11            | 12            | 4,0           |
|               | Florida Marlins       | 11            | 12            | 3,0           |  |                  | Pittsburgh Pirates  | 10               | 13               | 5,0              |  |               | Colorado Rockies     | 11            | 12            | 4,0           |
|               | Atlanta Braves        | 9             | 14            | 5,0           |  |                  | Milwaukee Brewers   | 9                | 14               | 6,0              |  |               | Los Angeles Dodgers  | 9             | 14            | 6,0           |
|               |                       |               |               |               |  |                  | Houston Astros      | 8                | 14               | 6,5              |  |               |                      |               |               |               |

 Erklärungen: siehe AL 

#### Mai
Das zwanzigste Perfect Game der Major-League-Geschichte wurde in der NL geworfen. Am 29. Mai 2010 gewann Roy Halladay mit den Philadelphia Phillies gegen die Florida Marlins 1–0.
Zum 31. Mai ergaben sich in der National League folgende Platzierungen:
| East Division | East Division         | East Division | East Division | East Division |  | Central Division | Central Division    | Central Division | Central Division | Central Division |  | West Division | West Division        | West Division | West Division | West Division |
| PS            | Franchise             | W             | L             | GB            |  | PS               | Franchise           | W                | L                | GB               |  | PS            | Franchise            | W             | L             | GB            |
| 3▲            | Atlanta Braves        | 29            | 22            | --            |  | 2                | Cincinnati Reds     | 30               | 22               | --               |  | 1             | San Diego Padres     | 31            | 20            | --            |
| ▲             | Philadelphia Phillies | 28            | 22            | 0,5           |  | WC               | St. Louis Cardinals | 30               | 22               | --               |  | ▲             | Los Angeles Dodgers  | 29            | 22            | 2             |
| ▲             | Florida Marlins       | 26            | 26            | 3,5           |  |                  | Chicago Cubs        | 24               | 28               | 6,0              |  | ▼             | San Francisco Giants | 27            | 23            | 3,5           |
| ▼             | New York Mets         | 26            | 26            | 3,5           |  | ▲                | Milwaukee Brewers   | 21               | 30               | 8,5              |  |               | Colorado Rockies     | 27            | 24            | 4,0           |
| ▼             | Washington Nationals  | 26            | 26            | 3,5           |  | ▼                | Pittsburgh Pirates  | 21               | 31               | 9,0              |  | ▼             | Arizona Diamondbacks | 20            | 32            | 11,5          |
|               |                       |               |               |               |  |                  | Houston Astros      | 17               | 34               | 12,5             |  |               |                      |               |               |               |

 Pfeile: ▲ Verbesserung ggü. April, ▼ Verschlechterung ggü. April, sonst siehe AL April 
In der NL East konnten sich die Braves vom letzten Platz im April auf den ersten Platz im Mai katapultieren. Umgekehrt wanderten die Mets vom ersten auf den geteilten vorletzten Platz, doch ist diese Division vom Abstand aller Teams untereinander die mit Abstand umkämpfteste.
Die NL Central entwickelt sich dagegen zur 2- oder 3-Klassen-Gesellschaft: Vorne die Reds und die Cardinals, hinten die Brewers, Pirates und Astros. Für die Cubs bleibt das Mittelmaß.
In der NL West freuen sich die Padres, nach dem enttäuschenden Abschneiden 2009 (20 Spiele Rückstand auf die Dodgers am Saisonende) konkurrenzfähig zu sein. Die Diamondbacks dagegen scheinen wie im Vorjahr chancenlos und verlieren bereits den Anschluss an die anderen Teams.

#### Juni bis All-Star Break (11. Juli 2010)
Zur All-Star-Break (11. Juli 2010) ergaben sich in der NL folgende Platzierungen:
| East Division | East Division         | East Division | East Division | East Division |  | Central Division | Central Division    | Central Division | Central Division | Central Division |  | West Division | West Division        | West Division | West Division | West Division |
| PS            | Franchise             | W             | L             | GB            |  | PS               | Franchise           | W                | L                | GB               |  | PS            | Franchise            | W             | L             | GB            |
| 1             | Atlanta Braves        | 52            | 36            | --            |  | 3                | Cincinnati Reds     | 49               | 41               | --               |  | 2             | San Diego Padres     | 51            | 37            | --            |
| ▲             | New York Mets         | 48            | 40            | 4,0           |  | WC               | St. Louis Cardinals | 47               | 41               | 1,0              |  | WC            | Los Angeles Dodgers  | 49            | 39            | 2,0           |
| ▼             | Philadelphia Phillies | 47            | 40            | 4,5           |  | ▲                | Milwaukee Brewers   | 40               | 49               | 8,5              |  | WC ▲          | Colorado Rockies     | 49            | 39            | 2,0           |
| ▼             | Florida Marlins       | 42            | 46            | 10,0          |  | ▼                | Chicago Cubs        | 39               | 50               | 9,5              |  | ▼             | San Francisco Giants | 47            | 41            | 4,0           |
|               | Washington Nationals  | 39            | 50            | 13,5          |  |                  | Houston Astros      | 36               | 53               | 12,5             |  |               | Arizona Diamondbacks | 34            | 55            | 17,5          |
|               |                       |               |               |               |  |                  | Pittsburgh Pirates  | 30               | 58               | 18,0             |  |               |                      |               |               |               |

 Pfeile: ▲ Verbesserung ggü. Mai, ▼ Verschlechterung ggü. Mai, sonst siehe AL April 

#### Zweite Julihälfte und August
Zum 31. August 2010 ergaben sich in der NL folgende Platzierungen:
| East Division | East Division         | East Division | East Division | East Division |  | Central Division | Central Division    | Central Division | Central Division | Central Division |  | West Division | West Division        | West Division | West Division | West Division |
| PS            | Franchise             | W             | L             | GB            |  | PS               | Franchise           | W                | L                | GB               |  | PS            | Franchise            | W             | L             | GB            |
| 1             | Atlanta Braves        | 77            | 55            | --            |  | 2                | Cincinnati Reds     | 77               | 55               | --               |  | 3             | San Diego Padres     | 76            | 55            | --            |
| WC ▲          | Philadelphia Phillies | 74            | 58            | 3,0           |  |                  | St. Louis Cardinals | 69               | 61               | 7,0              |  | ▲             | San Francisco Giants | 73            | 60            | 4,0           |
| ▲             | Florida Marlins       | 66            | 65            | 10,5          |  |                  | Milwaukee Brewers   | 62               | 70               | 15,0             |  |               | Colorado Rockies     | 69            | 62            | 7,0           |
| ▼             | New York Mets         | 65            | 67            | 12,0          |  | ▲                | Houston Astros      | 61               | 71               | 16,0             |  | ▼             | Los Angeles Dodgers  | 68            | 65            | 9,0           |
|               | Washington Nationals  | 57            | 76            | 20,5          |  | ▼                | Chicago Cubs        | 56               | 77               | 21,5             |  |               | Arizona Diamondbacks | 54            | 79            | 23,0          |
|               |                       |               |               |               |  |                  | Pittsburgh Pirates  | 44               | 88               | 33,0             |  |               |                      |               |               |               |

 Pfeile: ▲ Verbesserung seit All-Star-Break, ▼ Verschlechterung, sonst siehe AL April 

#### September
Die Abschlusstabellen in der National League zeigen folgendes Bild:
| East Division | East Division         | East Division | East Division | East Division |  | Central Division | Central Division    | Central Division | Central Division | Central Division |  | West Division | West Division        | West Division | West Division | West Division |
| PS            | Franchise             | W             | L             | GB            |  | PS               | Franchise           | W                | L                | GB               |  | PS            | Franchise            | W             | L             | GB            |
| ▲ 1           | Philadelphia Phillies | 97            | 65            | --            |  | 3                | Cincinnati Reds     | 91               | 71               | --               |  | ▲ 2           | San Francisco Giants | 92            | 70            | --            |
| ▼WC           | Atlanta Braves        | 91            | 71            | 6,0           |  |                  | St. Louis Cardinals | 86               | 76               | 5,0              |  | ▼             | San Diego Padres     | 90            | 72            | 2,0           |
|               | Florida Marlins       | 80            | 82            | 17,0          |  |                  | Milwaukee Brewers   | 77               | 85               | 14,0             |  |               | Colorado Rockies     | 83            | 79            | 9,0           |
|               | New York Mets         | 79            | 83            | 18,0          |  |                  | Houston Astros      | 76               | 86               | 15,0             |  |               | Los Angeles Dodgers  | 80            | 82            | 12,0          |
|               | Washington Nationals  | 69            | 93            | 28,0          |  |                  | Chicago Cubs        | 75               | 87               | 16,0             |  |               | Arizona Diamondbacks | 65            | 97            | 27,0          |
|               |                       |               |               |               |  |                  | Pittsburgh Pirates  | 57               | 105              | 34,0             |  |               |                      |               |               |               |

 Pfeile: ▲ Verbesserung ggü. August ▼ Verschlechterung ggü. August, sonst siehe AL April 
Am 26. September sicherten sich die Philadelphia Phillies ihre Postseason-Teilnahme, am 27. September stand der vierte Gewinn der NL East Division in Folge fest. Die Cincinnati Reds feierten am 28. September den Gewinn der NL Central Division, was nach 15 Jahren Wartezeit für die Reds wieder die Postseason bedeutet. Am letzten Spieltag sicherten sich die San Francisco Giants durch ein 3-0 gegen San Diego den Sieg in der NL West Division; diese Niederlage kostete die Padres auch die Chance auf die Wild Card, die sich (ebenfalls am letzten Spieltag) die Atlanta Braves holten.

## Postseason
Hauptartikel: NLDS 2010, ALDS 2010, NLCS 2010, ALCS 2010, World Series 2010

### Modus und Teilnehmer
Wie in den Vorjahren spielen in der Postseason die besten vier Mannschaften den jeweiligen Sieger der American League bzw. National League aus, die dann in der World Series 2010 den World Series-Gewinner ermitteln.
Seit dem 6. und spätestens bis zum 24. Oktober 2010 werden die Division Series und anschließend die jeweilige Championship Series ausgespielt. Hierzu treffen zunächst die drei Division-Sieger und der beste Zweite (sog. Wild-Card) in zwei Division-Series Begegnungen im Best-of-Five-Modus aufeinander (ALDS bzw. NLDS = American oder National League Division Series). Anschließend spielen die Sieger der Division-Series-Begegnungen im Best-of-Seven-Verfahren den jeweiligen League-Champion aus (ALCS bzw. NLCS = American oder National League Championship Series).
Die Wild-Card-Sieger spielen normalerweise gegen den besten Divisionssieger, also die Mannschaft mit den meisten Siegen aus den regulären Saisonspielen. Sollte das Team mit den meisten Siegen jedoch aus der gleichen Division kommen wie der Wild Card-Gewinner, spielt das Wild Card-Team gegen den zweitbesten Divisionssieger ihrer Liga, um so ein divisionsinternes Duell zu vermeiden.
In der American League standen als Teilnehmer die Minnesota Twins (Sieger AL Central), Texas Rangers (Sieger AL West), Tampa Bay Rays (Sieger AL East) und die New York Yankees (Wild Card) fest. Wegen der oben beschriebenen Regel trafen die Yankees nicht auf die Rays (mit dem besten Record), sondern auf die Twins.
In der National League qualifizierten sich die Philadelphia Phillies (Sieger NL East), die Cincinnati Reds (Sieger NL Central), die San Francisco Giants (Sieger West) sowie die Atlanta Braves (Wild Card) für die Postseason. Auch hier spielten die Braves nicht gegen das beste Team aus Philadelphia, sondern gegen die Giants.

### Schema
In der Postseason kam es zu folgenden Ergebnissen:
|  | League Division Series | League Division Series | League Division Series |   |                       | League Championship Series | League Championship Series | League Championship Series |  |  | World Series | World Series | World Series |
|  |                        |                        |                        |   |                       |                            |                            |                            |  |  |              |              |              |
|  | 1                      | Tampa Bay Rays         | 2                      |   |                       |                            |                            |                            |  |  |              |              |              |
|  | 3                      | Texas Rangers          | 3                      |   |                       |                            |                            |                            |  |  |              |              |              |
|  | 3                      | Texas Rangers          | 3                      | 3 | Texas Rangers         | 4                          |                            |                            |  |  |              |              |              |
|  | American League        |                        |                        | 3 | Texas Rangers         | 4                          |                            |                            |  |  |              |              |              |
|  |                        | WC                     | New York Yankees       | 2 |                       |                            |                            |                            |  |  |              |              |              |
|  | 2                      | WC                     | New York Yankees       | 2 | Minnesota Twins       | 0                          |                            |                            |  |  |              |              |              |
|  | 2                      |                        |                        |   | Minnesota Twins       | 0                          |                            |                            |  |  |              |              |              |
|  | WC                     | New York Yankees       | 3                      |   |                       |                            |                            |                            |  |  |              |              |              |
|  |                        |                        |                        | 3 | Texas Rangers         | 1                          |                            |                            |  |  |              |              |              |
|  |                        | 2                      | San Francisco Giants   | 4 |                       |                            |                            |                            |  |  |              |              |              |
|  | 1                      | Philadelphia Phillies  | 3                      |   |                       |                            |                            |                            |  |  |              |              |              |
|  | 3                      | Cincinnati Reds        | 0                      |   |                       |                            |                            |                            |  |  |              |              |              |
|  | 3                      | Cincinnati Reds        | 0                      | 1 | Philadelphia Phillies | 2                          |                            |                            |  |  |              |              |              |
|  | National League        |                        |                        | 1 | Philadelphia Phillies | 2                          |                            |                            |  |  |              |              |              |
|  |                        | 2                      | San Francisco Giants   | 4 |                       |                            |                            |                            |  |  |              |              |              |
|  | 2                      | 2                      | San Francisco Giants   | 4 | San Francisco Giants  | 3                          |                            |                            |  |  |              |              |              |
|  | 2                      |                        |                        |   | San Francisco Giants  | 3                          |                            |                            |  |  |              |              |              |
|  | WC                     | Atlanta Braves         | 1                      |   |                       |                            |                            |                            |  |  |              |              |              |

ALDS, NLDS (Division Series): Best-of Five; ALCS, NLCS (Championship Series): Best-of-Seven

## Besondere Leistungen und Meilensteine

### Einzelleistungen
- Dallas Braden von den Oakland Athletics warf am 9. Mai 2010 das 19. Perfect Game in der Geschichte der MLB. Beim 4-0-Sieg über die Tampa Bay Rays kam kein einziger gegnerischer Spieler auf eine Base. Er warf dabei sechs Strikeouts.[6]
- Manny Ramirez von den Los Angeles Dodgers erzielte den 2.500sten Hit seiner Karriere im Spiel gegen die Florida Marlins am 10. April.
- Iván Rodríguez von den Washington Nationals schaffte am 12. April das 550ste Double seiner Karriere. Dies gelang vor ihm nur 22 anderen Spielern.
- Ubaldo Jimenez von den Colorado Rockies gelang am 17. April beim 4–0-Sieg über die Atlanta Braves ein No-Hitter; dies war der erste No-Hitter in der Geschichte der Rockies.[7]
- In der drei Spiele dauernden Serie der Philadelphia Phillies bei den New York Mets vom 25. bis zum 27. Mai sorgten die Pitcher der Mets dafür, dass die Phillies keinen einzigen Run erzielten. Eine derartige Leistung war zuletzt 2004 den Minnesota Twins gelungen. Einen vergleichbaren „shutdown sweep“ schafften die Mets zuvor erst einmal (1969).[8]
- In der darauffolgenden Serie der Phillies warf Roy Halladay am 29. Mai 2010 das zwanzigste Perfect Game in der Geschichte der Major Leagues. Josh Johnson und die Florida Marlins als Verlierer der Partie ließen selbst ebenfalls nur einen Run der Phillies zu, so dass das Spiel mit dem Minimalergebnis von 1–0 endete.

### Das fast perfekte Spiel

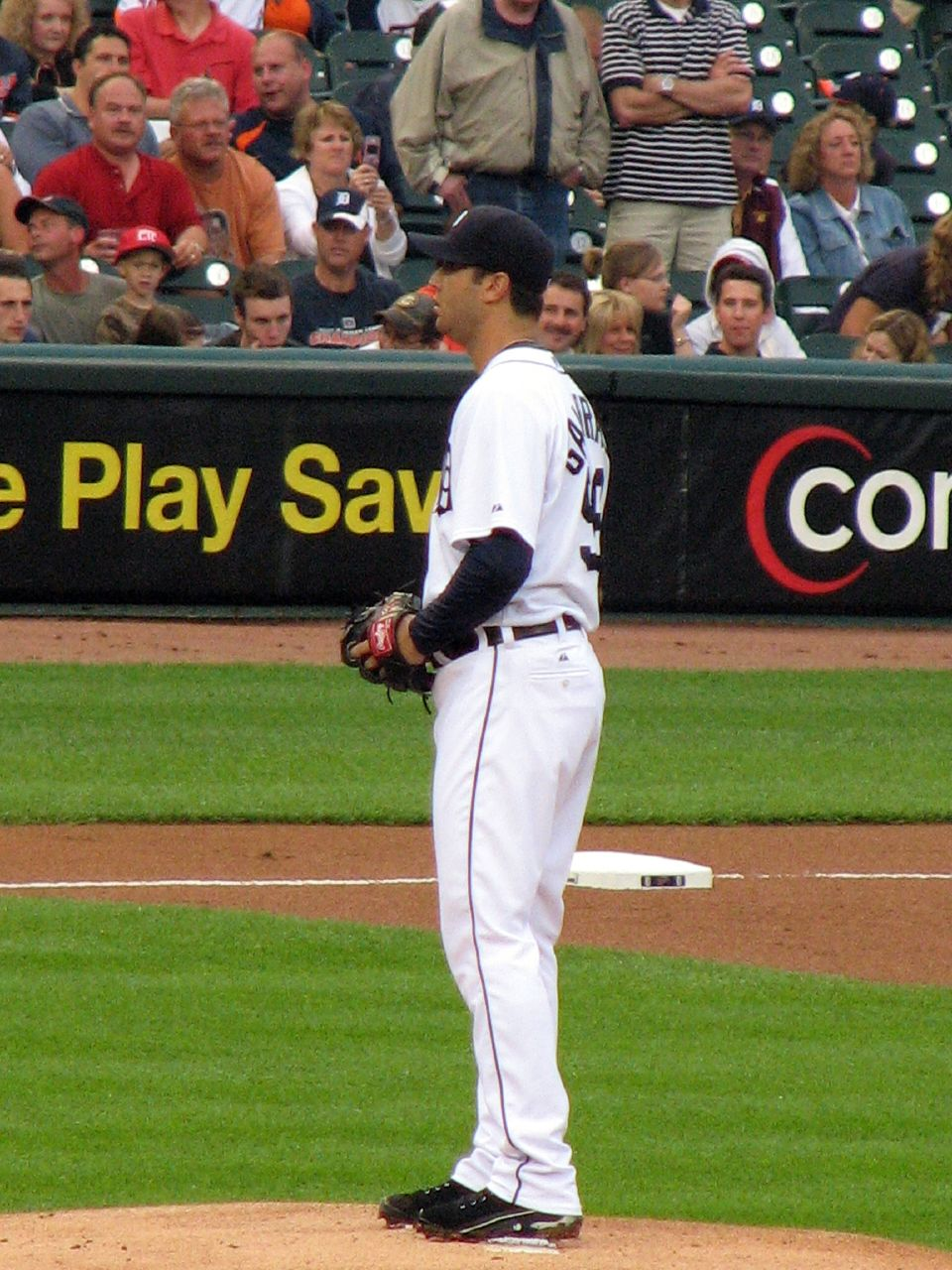
Armando Galarraga

Am 2. Juni 2010 hätte der Pitcher Armando Galarraga von den Detroit Tigers beinahe das dritte Perfect Game der MLB-Saison gespielt. Im Match gegen die Cleveland Indians hatte er bereits 26 der 27 Batter des Gegners ausgemacht, ohne dass diese die erste Base erreichen konnten. Nachdem der letzte Batter Clevelands, Jason Donald, einen Groundball zum First Basemann schlug, warf dieser zu Galarraga, der die erste Base abdeckte. Der Pitcher fing den Ball und machte Donald aus, wie die Videoaufzeichnung belegt. Der erfahrene First-Base-Umpire Jim Joyce allerdings entschied auf Safe für den Batter.
Im Nachhinein gab Joyce seinen Fehler zu und bereute zutiefst, dass seine Fehlentscheidung einem Pitcher das Perfect Game geraubt hat.
Im Ergebnis wird die Leistung von Galarraga als One-Hit-Shutout geführt, da nach der offiziellen und damit gültigen Wertung im letzten At-Bat ein Hit gelang.
Am nächsten Tag übergab Galarraga anstelle des Managers die Line-up Karte für das nächste Spiel an Joyce. Die beiden gaben sich die Hand und Joyce klopfte dem Pitcher auf die Schulter. Zudem überreichte der Sponsor General Motors Galarraga eine rote Corvette. Es wurde betont, dies solle nicht nur ein Zeichen für das fast perfekte Spiel sein, sondern auch für den sportlichen fairen Umgang gegenüber dem Unparteiischen verstanden werden.

## Trainerentlassungen
In der Saison und unmittelbar nach Saisonende haben insgesamt elf Teams ihren Manager entlassen, also den sportlichen Hauptverantwortlichen. Da die Baltimore Orioles ihren Interimstrainer nach weniger als zwei Monaten wieder ins zweite Glied zurückversetzten und auch die Seattle Mariners nach Saisonende nicht an ihrem Interimstrainer festhielten, waren insgesamt 13 Manager hiervon betroffen:
| Datum      | Team                 | Manager                     | Nachfolger      |
| ---------- | -------------------- | --------------------------- | --------------- |
| 13.05.2010 | Kansas City Royals   | Trey Hillman                | Ned Yost        |
| 04.06.2010 | Baltimore Orioles    | Dave Trembley               | Juan Samuel     |
| 23.06.2010 | Florida Marlins      | Fredi Gonzalez              | Edwin Rodriguez |
| 01.07.2010 | Arizona Diamondbacks | A.J. Hinch                  | Kirk Gibson     |
| 02.08.2010 | Baltimore Orioles    | Juan Samuel                 | Buck Showalter  |
| 09.08.2010 | Seattle Mariners     | Don Wakamatsu               | Daren Brown     |
| 22.08.2010 | Chicago Cubs         | Lou Piniella (Karriereende) | Mike Quade      |
| 03.10.2010 | Los Angeles Dodgers  | Joe Torre (Karriereende)    | Don Mattingly   |
| 03.10.2010 | Toronto Blue Jays    | Cito Gaston (Karriereende)  | John Farrell    |
| 04.10.2010 | New York Mets        | Jerry Manuel                | Terry Collins   |
| 04.10.2010 | Milwaukee Brewers    | Ken Macha                   | Ron Roenicke    |
| 04.10.2010 | Pittsburgh Pirates   | John Russell                | Clint Hurdle    |
| 18.10.2010 | Seattle Mariners     | Daren Brown                 | Eric Wedge      |

## Ehrungen und Auszeichnungen

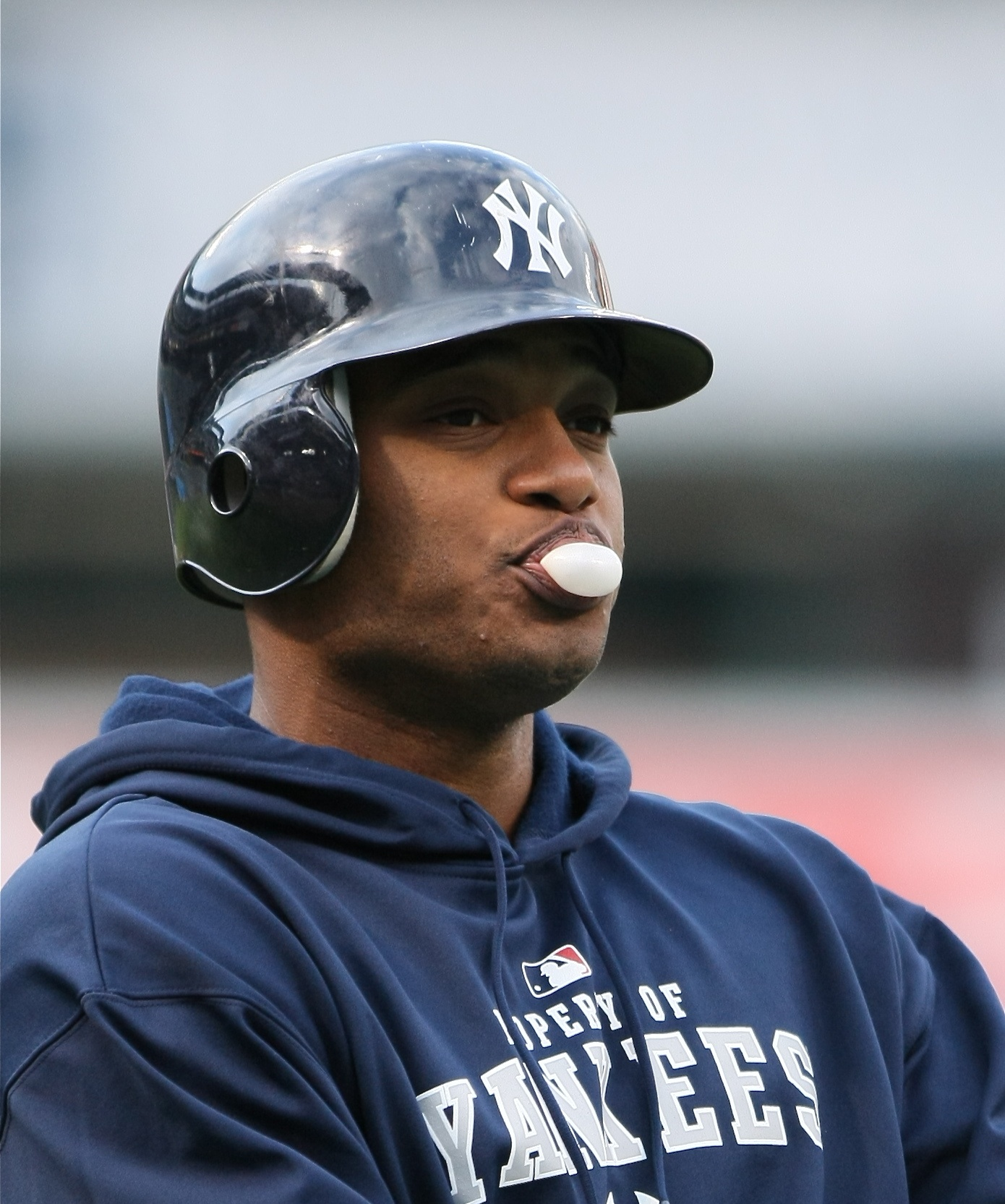
Second Basemann Robinson Canó. Spieler des Monats April in der AL.

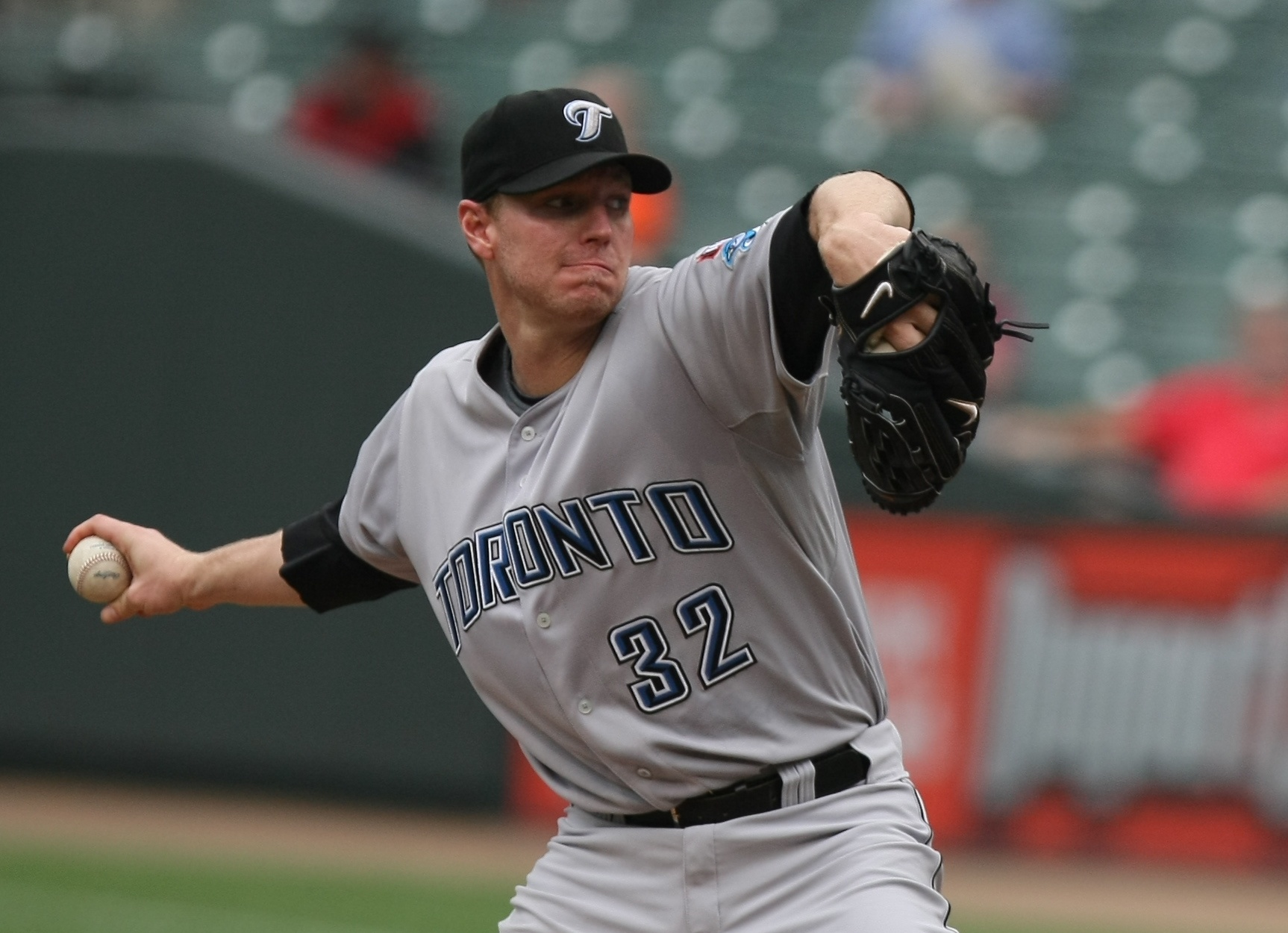
Pitcher Roy Halladay. Pitcher des Monats Juli in der NL.

### Spieler des Monats
| Monat     | American League            | National League |
| --------- | -------------------------- | --------------- |
| April     | Robinson Canó              | Kelly Johnson   |
| Mai       | David Ortiz                | Troy Glaus      |
| Juni      | Josh Hamilton              | David Wright    |
| Juli      | José Bautista Delmon Young | Buster Posey    |
| August    | José Bautista              | Albert Pujols   |
| September | Alex Rodríguez             | Troy Tulowitzki |

### Pitcher des Monats
| Monat     | American League   | National League |
| --------- | ----------------- | --------------- |
| April     | Francisco Liriano | Ubaldo Jimenez  |
| Mai       | Jon Lester        | Ubaldo Jimenez  |
| Juni      | Cliff Lee         | Josh Johnson    |
| Juli      | Gavin Floyd       | Roy Halladay    |
| August    | Clay Buchholz     | Tim Hudson      |
| September | David Price       | Derek Lowe      |

### Rookie des Monats
| Monat     | American League | National League |
| --------- | --------------- | --------------- |
| April     | Austin Jackson  | Jason Heyward   |
| Mai       | Brennan Boesch  | Jason Heyward   |
| Juni      | Brennan Boesch  | Gaby Sanchez    |
| Juli      | Wade Davis      | Buster Posey    |
| August    | Brian Matusz    | Daniel Hudson   |
| September | Neftali Feliz   | Pedro Alvarez   |

### Comeback Player of the Year
- Tim Hudson, Atlanta Braves[21]
- Francisco Liriano, Minnesota Twins

### Hank Aaron Award
- José Bautista, Toronto Blue Jays[22]
- Joey Votto, Cincinnati Reds

### Roberto Clemente Award
Tim Wakefield, Boston Red Sox

### Gold Glove Award

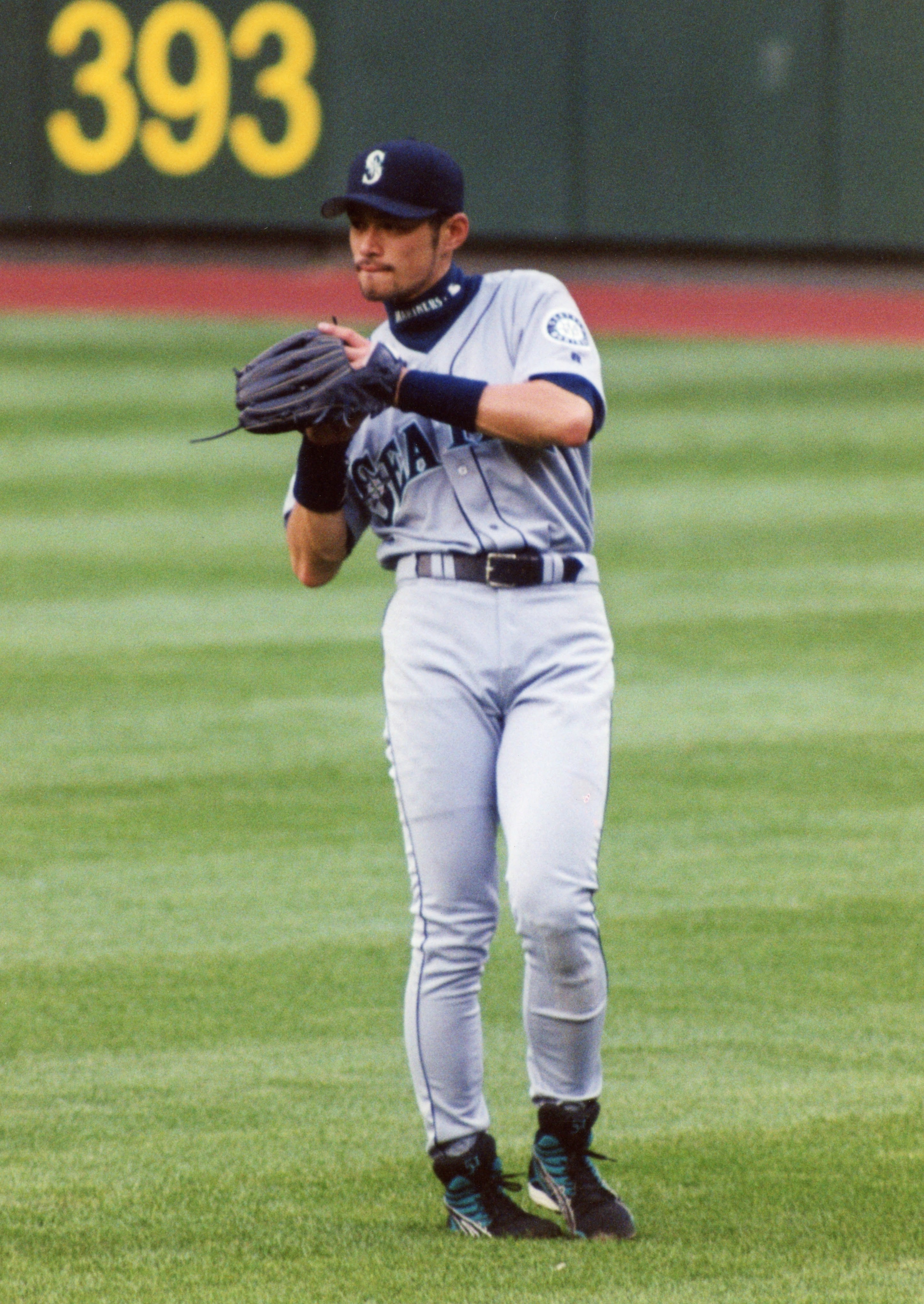
Ichirō Suzuki gewann seinen 10. Gold Glove in Folge.

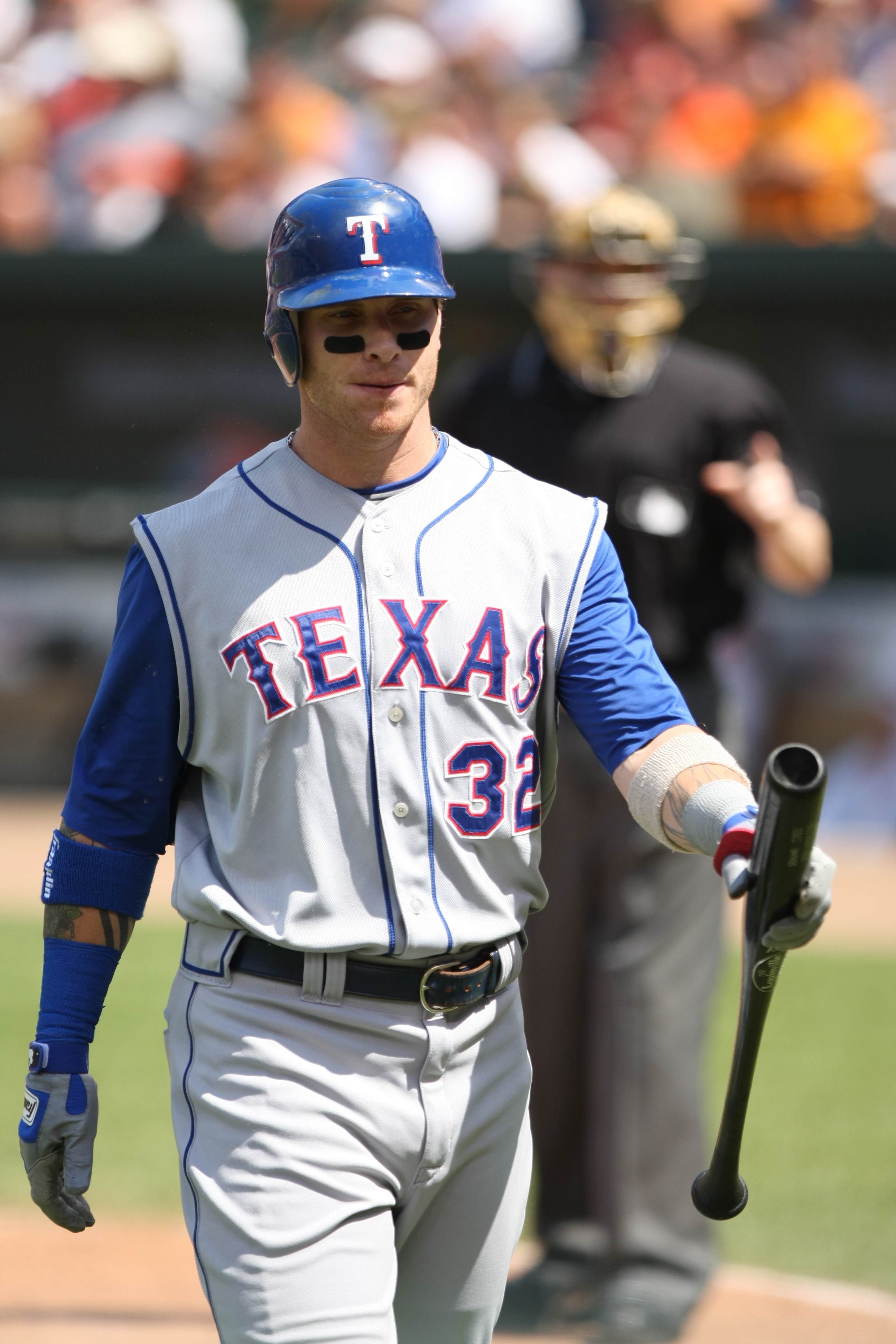
Josh Hamilton, MVP der AL

| Position | American League    | National League         |
| -------- | ------------------ | ----------------------- |
| C        | Joe Mauer          | Yadier Molina           |
| 1B       | Mark Teixeira      | Albert Pujols           |
| 2B       | Robinson Canó      | Brandon Phillips        |
| 3B       | Evan Longoria      | Scott Rolen             |
| SS       | Derek Jeter        | Troy Tulowitzki         |
| OF       | Ichirō Suzuki      | Michael Bourn           |
| OF       | Carl Crawford      | Carlos Eduardo González |
| OF       | Franklin Gutierrez | Shane Victorino         |
| P        | Mark Buehrle       | Bronson Arroyo          |

### Silver Slugger Award
| Position | American League       | National League         |
| -------- | --------------------- | ----------------------- |
| C        | Joe Mauer             | Brian McCann            |
| 1B       | Miguel Cabrera        | Albert Pujols           |
| 2B       | Robinson Canó         | Dan Uggla               |
| 3B       | Adrián Beltré         | Ryan Zimmerman          |
| SS       | Alexei Ramirez        | Troy Tulowitzki         |
| OF       | José Bautista         | Ryan Braun              |
| OF       | Carl Crawford         | Carlos Eduardo González |
| OF       | Josh Hamilton         | Matt Holliday           |
| DH/P     | Vladimir Guerrero Sr. | Yovani Gallardo         |

### Rookie of the Year
- NL: Buster Posey, San Francisco Giants[27]
- AL: Neftali Feliz, Texas Rangers

### Cy Young Award
- NL: Roy Halladay, Philadelphia Phillies[28]
- AL: Felix Hernandez, Seattle Mariners[29]

### Manager of the Year
- NL: Bud Black, San Diego Padres[30]
- AL: Ron Gardenhire, Minnesota Twins[31]

### Most Valuable Player
- NL: Joey Votto, Cincinnati Reds[32]
- AL: Josh Hamilton, Texas Rangers[33]